# Adolf Fluri
Josef Adolf Fluri (* 15. Februar 1865 in Tramelan; † 18. März 1930 in Bern), heimatberechtigt in Herbetswil und Bern, war ein Schweizer Pädagoge und Historiker.
Adolf Fluri kam als Sohn des Schuhmachers Joseph Fluri und der Salome Ruch zur Welt. 1890 verheiratete er sich mit der Elsässerin Magdalena Ermel. Die beiden hatten zusammen acht Kinder. Er besuchte die Schulen in Tramelan, von 1880 bis 1883 das Lehrerseminar Muristalden Bern und erwarb 1886 an der Universität Bern das Sekundarlehrerpatent. Von da an bis zu seinem Tod wirkte er als Französischlehrer am Lehrerseminar Muristalden. Neben seinem Beruf veröffentlichte Fluri Bücher und unzählige Beiträge zur Numismatik, Schul-, Kirchen- und Kulturgeschichte. 1910 erwarb er das Burgerrecht der Stadt Bern.

## Auszeichnungen
- 1903: Dr. h. c. der Universität Bern

## Werke (Auswahl)
- Hans Frisching 1486–1559. In: Neues Berner Taschenbuch auf das Jahr 1930, S. 1–61. doi:10.5169/seals-129982
- Die alte Burgerstube. In: Blätter für bernische Geschichte, Kunst und Altertumskunde, Bd. 20 (1924), doi:10.5169/seals-186264
- Die alte Ratstube. Nachträgliche Notizen. In: Neues Berner Taschenbuch, Band 21 (1915), doi:10.5169/seals-128951
- Die Brüder Samuel und Siegfried Apiarius, in: Heinrich Türler (Hrsg.): Neues Berner Taschenbuch auf das Jahr 1898, S. 168–213, Verlag K. J. Wyss, Bern 1897
- Samuel Apiarius, Buchdrucker in Basel (1566–1590), in: Heinrich Türler (Hrsg.): Neues Berner Taschenbuch auf das Jahr 1898, S. 217–228, Verlag K. J. Wyss, Bern 1897.